# Isotheca alba
Isotheca es un género monotípico de plantas con flores perteneciente a la familia Acanthaceae. El género tiene una especie herbácea: Isotheca alba que es originaria de Trinidad y Tobago.

## Taxonomía
Isotheca alba fue descrita por William Bertram Turrill y publicado en Bulletin of Miscellaneous Information Kew 1922: 187. 1922.